# Flor-de-todas-as-horas

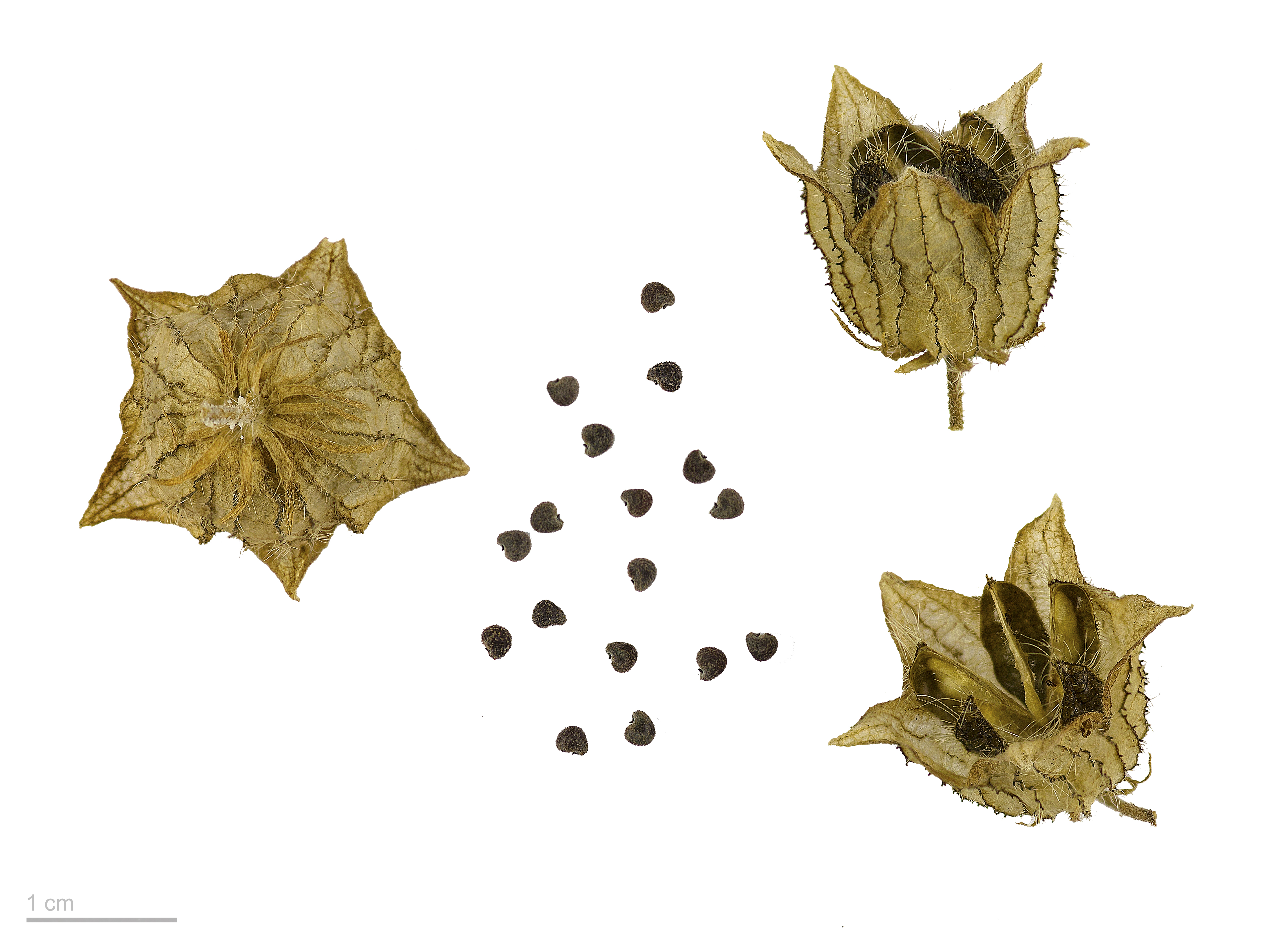
Hibiscus trionum - MHNT

A flor-de-todas-as-horas (Hibiscus trionum) é uma planta anual, oriunda da zona Este do Mediterrâneo, mas actualmente espalhada por toda a Europa como espécie invasora ou planta ornamental.
A espécie foi descrita por L. tendo sido publicada em Species Plantarum 2: 697. 1753.